# مهرجان برايتون للتفاح
تم إنشاء مهرجان برايتون للتفاح في عام 1975 من قِبل تُجار مدينة برايتون بمقاطعة أونتاريو في كندا للترويج لمنطقة برايتون وثقافة التفاح حولها. إنه الآن أكبر حدث سنوي في برايتون، ويتم تنظيمه سنويًا خلال الأسبوع الأخير من شهر سبتمبر، ويمكنه جذب ما يصل إلى 30000 زائر.
يقدم المهرجان مجموعة متنوعة من معالم الجذب. وتعتمد معالم الجذب في المقام الأول علي أستعراضتها، ومهرجان الشارع يضم الأطعمة الطازجة والحرف اليدوية المحلية. تشتمل معالم الجذب الأخرى على عروض السيارات الكلاسيكية، موسيقى حية وملاهي للأطفال، بالإضافة إلى باعة يبيعون الفنون والحرف المحلية.
1. ↑  "History of Brighton Applefest". 22 فبراير 2012. مؤرشف من الأصل في 2012-02-22. اطلع عليه بتاريخ 2018-09-13.{{استشهاد ويب}}:  صيانة الاستشهاد: BOT: original URL status unknown (link)
2. ↑  "Northumberland County Breaking News - Northumberland County's Online Newspaper | NorthumberlandNews.com". NorthumberlandNews.com (بCanadian English). Archived from the original on 2019-04-01. Retrieved 2018-09-13.